# 砂の薔薇
『砂の薔薇』（すなのばら - デザート・ローズ、Desert Rose）は、新谷かおるによる日本の漫画、およびそれを原作としたOVA作品である。

## 概要
本作は、『月刊アニマルハウス』（白泉社）1989年8月号から1992年4月号と『ヤングアニマル』1992年（1号）から1998年（21号）まで連載された。単行本は全15巻、文庫版（白泉社文庫）と完全版（MFコミックス版）は全8巻が刊行されている。連載当時は「正規軍でない民間会社の武力組織とそこで活躍する精鋭たち」という設定は極めて空想的なものであったが、その後、現実世界の戦争でも民間軍事会社が各分野で広く活躍するようになり、空想的なものではなくなっている。ここにも『エリア88』などの戦場物を得意とする独特の新谷ワールドが健在である。

## あらすじ
マリーはCAT（Counter Attack Terrorism、米国に所属する半軍半民の反テロリズム専門部隊）の凄腕女性指揮官。薔薇の形に見える胸元の傷跡から「薔薇のマリー」と呼ばれる。夫と息子をテロ活動により失った過去を持ち、テロ壊滅に命をかける。テロのある所には、世界中のどこへでも出向く。

## 登場人物

### ディビジョンM所属者
真理子・ローズバンク（まりこ・ローズバンク、ディビジョンM指揮官）
本作の主人公。通称は「マリー」。物語開始時点で26歳の女性。日本人だが米国人男性と結婚して米国籍となっている。旧姓は森永。夫ハロルドと息子ティミーを失い、自らも瀕死の重傷を負ったシドニー空港での爆弾テロを契機に「CAT」に入隊。CAT内でトップクラスの実績を残すチーム・ディビジョンMを率いテロ撲滅に執念を燃やす。テロに対する感情が昂ぶると、テロで負った胸元の薔薇形の傷跡が紅く染まる。
連載開始当初は暗い過去を引きずり独善的な面も描かれたが、中盤以降は明るく優しく有能な理想的指揮官として描かれる。過去の実績、指導力などからほぼ全ての隊員から絶対的な信頼を受けており、また他のディビジョンの兵士達からも「薔薇のマリー」と敬愛され、またCAT上層部の信頼も厚い。過去の悲惨な体験からテロを憎む気持ちは人一倍強く、テロリストに対する容赦は全くない。一方で、最終話では「私がここまで頑張れたのはたくさんの仲間がいたから」と涙ながらに感謝する場面も見られる。
物語序盤は「真理子・ローズバンク、ニックネームはマリー」と名乗っていたが、途中から書類上でも「マリー・ローズバンク」と名乗るようになり、書類上の情報しか入手していなかった学生時代の友人と偶然出会った時も困惑され、マリーをヨーロッパ系アメリカ人女性だと思っていた人物もいる。日本には父と姉たちがいるが、母は幼少時に死亡。家族にはアメリカの情報処理会社で勤務していることにしており、自分が「CAT」にいることを内緒にしている。訓練所時代からの親友ヘルガが亡命する際に持ち出せた、数少ない所持品である彼女の置時計を大切にしている。
物語の終盤、自身の仇でもあるテロリスト「グリフォン」を追い詰めるが、その正体が爆死したはずの最愛の夫ハロルドだったことを知り、心が砕けそうなショックに襲われる。投降し、罪を償うよう進言したにもかかわらずグリフォンはそれを拒否したため、テロリストとして倒した。彼を倒したらテロとの戦いから退くつもりだったが、仲間と共にその後もテロと戦い続けることを選ぶ。
ヘルガ・ミッターマイヤー
旧東ドイツ出身。長い黒髪と鋭い目つきが印象的な女性。デライラと並んで、かなりのヘビースモーカーである。
ディビジョンM副官。肝が据わり行動力に富むだけではなく、自他共に厳しく冷徹な言動から「鉄の処女（アイアン・メイデン）」と呼ばれる。その反面、血の気が多く直情径行に走る一面もある。戦闘力は高く作戦中は率先して前線に赴くことが多い。
親友であるマリーの最大の理解者であり、また親愛の情も強く、公私に渡る強い支えになっている。隊長であるマリーをファーストネームで呼ぶことはヘルガにのみ許されており、他の隊員達は「隊長」または「コマンダー」と呼ぶことが、ディビジョンM内での暗黙の了解となっている。
タス通信の東ベルリン支局に勤務していたが、アメリカ人のウォルター・ヘインズと知り合って交際、結婚を決めた。しかし彼は結婚式当日にヘルガの目の前で射殺され、ヘルガ自身もスパイ行為の嫌疑により過酷な取り調べを受ける。その際、ウォルターの正体がアメリカの情報部員で、ヘルガのウエディングドレスにマイクロチップを隠してアメリカへ持ち出そうとしていたことや、親友でルームメイトの女性がKGBの監視員であったことを知る。東ドイツに嫌気がさしたヘルガはベルリンの壁の検問所を強行突破して西側に亡命（その際に重傷を負ってヘインズの子を流産）。CAT訓練所での厳しい訓練を通じて同期マリーとは無二の親友となる。訓練所卒業後はマリーとは別の部隊に配属されていたが、後にディビジョンMの新設時に副官として着任した。マリーが作戦中に隊と離散した時とマリーが負傷入院した時の2回、作戦指揮を執ったことがある（1回目はデライラと対立しそうになったが、2回目は臨時の指揮官として的確に役目を果たした）。作戦中に心停止し死亡しかかった事があるが、同行していた優秀な女性外科医とアイリーンの手による心臓マッサージによって蘇生した。
アイリーン・サンダース
第一分隊・突撃分隊長。高給に引かれてのCAT入隊後、子供を巻き込んだあるテロ事件からテロへの嫌悪を募らせて撲滅に心底から注力するようになった女性隊員。小柄な体格ながら気性は荒く口も悪いため、非協力的な関係者などには率先して食ってかかったりもする。プライベートでの異性交遊が奔放で、しばしば相手が変わっている。しかし根は優しく責任感が強く、結婚に憧れる女性らしい一面も見られる。CAT入隊当初、問題のある隊員が多く所属するクィンシー隊長のディビジョンQにデライラと共に配属されていた。ディビジョンMに異動後は、マリーの優しさや部下への信頼を受けて、彼女に対して絶対の信頼を置くようになる。入隊前はアメリカ海兵隊の航空部隊に所属していた経験から、ヘリコプターやビジネスジェット機など、あらゆる航空機の操縦を得意とする。
デライラ・カンクネン
第二分隊・後方支援分隊長。スウェーデン出身で、元ファッションモデルの女性隊員。通称は「デラ」。常にサングラスを掛けており、長身で威圧感がある。アイリーンとの会話から男性関係は希薄と推察される。共にディビジョンQからディビジョンMへ異動してきたアイリーンとは、一見仲が悪そうだが大の親友であり互いに信頼し合っている。昼間からウォッカをストレートであおりながらギ・ド・モーパッサンやスタンダールを読むなどの孤独癖等から、アイリーンと同様に問題児扱いされていた。ディビジョンMに配属後は経緯は不明ながらも「隊長に対して銃口を向ければ大統領であれ引鉄を引く」というセリフが示すように、強い信頼を置くようになった。軽量で制御の難しいマイクロ・ウージーで正確な射撃をするなど射撃能力が高く、作戦中は狙撃手を任されることが多い。
鈴龍姫（りん りゅうひ）
ディビジョンM結成当初に新入隊員として配属された生え抜き隊員。普段は料理好きで少女趣味の若い女性で、幼く見える素振りや容姿からは想像も出来ないが、香港の「白九龍（ぱいくーろん）」と呼ばれる闇組織出身の女性隊員。香港を出て「CAT」に入隊。経歴が連続しているかは不明。通称は「リン」であり、ディビジョンMの中でただ一人ファミリーネーム（名字）で呼ばれている。白九龍時代の刺姫（女性の刺客）としての教育により、格闘技や毒物についての専門家であり、髪や体に様々な暗器を隠し持つ。白九龍とは現在でも友好関係を保っており、ディビジョンMの作戦を数回、後方支援的に補佐してもらっている。
コリーン・アンダーソン
15歳で博士課程に進み、CATで唯一理系博士号を持つ女性隊員。理系専攻であるため科学や数学は得意だが、歴史や哲学などは大の苦手である。作戦時は主にジェシカと共に爆発物処理を担当する。あらゆる爆発物に関する知識を有し、技術的にはジェシカに及ばないものの、体系立てた知識では右に出る者はいない。爆弾を解体をした時に性的な快感を得ると告白している。
また温和で機転の利く聡明な性格から、ディビジョンMの参謀役も担う。マリーとは彼女が副隊長を務めていたディビジョンSの頃からの付き合いで、ディビジョンSの隊長が引退し、新たにマリーがディビジョンMとして隊を引き継いだ際に、多くの隊員がマリーとの信頼関係を築けず除隊する中、彼女とジェシカだけが残留した。「CATの仕事をしていると特定の男性とのお付き合いは難しい」という趣旨の発言をしていることから、付き合っている男性はいない模様。
ジェシカ・クレアキン
旧ソビエト連邦陸軍から亡命してきた女性隊員。コリーン同様爆発物処理のエキスパートであり、その技術は男性部隊も含めたCATのトップクラス。また並の男性よりもはるかに体格が良く力も強いため、男性にも負けない力仕事に駆り出されることもある（作中ではドアノブを引き抜いたり、プール排水溝の激流に飲み込まれかけた2頭のイルカを鷲掴みにしたまま耐え切るなど）。コリーンと共に前の部隊から残留。“赤い星のガリル”事件では、衛星通信を介して嘗ての僚友ユーリ・ソボロフと爆弾解体に臨んだ。温厚かつ冷静な性格で、時にはトラブルの火種になるアイリーンとデライラや、直情径行な一面があるヘルガを抑える役割も担う。
キム・ヴァスケス
米海兵隊出身の女性隊員。湾岸戦争時に、兵士が残していった武器をおもちゃにして遊んでいた子供を、誤って射殺してしまった過去を持つ。軍法会議にてパトロール中の事故と判決が下り無罪となるも、告発したのが元恋人の男性であったため、一時期男性不信に陥っていた。新兵訓練でディビジョンMに割り当てられ、入隊後は正式にディビジョンMの配属となる。
ジェニー・クレール / ジャン・クロード・クレール
CAT予備役となっているカメラマン。AFFによるロンドンで起きた動物テロ事件にゲストとしてディビジョンMに参加した。サファリ経験がありナイフ戦でヘルガに勝つなど腕利きだが、実は元男性。4年前にアフリカの作戦で全滅したセクションM（男性部隊）ディビジョンRのメンバーだったが、呪術で人間の魂を入れられた動物と相討ちになり、彼の魂がその人間（女性）の身体に宿ってしまう。身体の持ち主・キャサリンとは徐々に同化していると後日語った。
エレノア・パーカー
アイリーンやデライラと同じく、解体されたディビジョンQから、創立直後のディビジョンMへと配属になった女性隊員。ディビジョンQでは隊長であるクィンシーに役立たずの烙印を押され、日常的に暴力を受けていたために常にビクビクと怯える癖が付いてしまった。作戦時は、邪魔になったらいつでも処分できるという意味で首から手榴弾をぶら下げるようにも強制されており、チームのストレスを下げるのに役に立っていたらしい。エレノア本人もヘタに怪我をするよりは死亡した方が保険金がたくさん出て弟や妹に十分な教育を受けさせることができると、これをお守りとして受け入れていた。数年後の現在はCATの補給部主任となり、前線からは離れている。

### CAT所属者
サマンサ・マクミラン
CAT総合事務局の女性事務員。通称サム。過去に実戦部隊の訓練を受けたことがあったが、体力不足で失格になっている。
実戦には参加しないがマリーを敬愛しており、ディビジョンMのメンバーとも仲が良い。普段はおとなしいCATの案内兼営業担当だが、コンピューターに精通しておりネットでの情報を駆使し、ときに国家機密やCATの社内機密をクラッキングしてしまうなど様々な支援を行う、ディビジョンMの準メンバーとも言える存在。
ウエルズ隊長
ディビジョンMと並ぶトップチーム、ディビジョンCの女性隊長。かなりの年配で元は女学校の教頭。
マリーと仲が良く、互いに協力、支援しあっている。香港での共同作戦では、その経緯からウエルズ自ら突撃隊の指揮を希望したが、年齢もあってマリーから止められ、作戦のプランニングと総指揮を行った。またマリーが作戦中の過失致死の嫌疑で査問委員会にかけられた際には、マリーの弁護を担当した。
アーノルド隊長
セクションM（男性部隊）ディビジョンAの男性隊長。元シークレットサービスのメンバー。禿げた頭頂部に逆立った横髪、カイゼル髭、サングラスといったエキセントリックな風体の中年男性。言動もその風体に劣らず、セクハラや獣姦など性的に奔放な面があるため、周りの隊員には呆れられている。また、マリーやヘルガを始めディビジョンMのメンバーに対しても度々セクハラ行為を働くため、「セクハラ大王」と毛嫌いされている。しかし指揮官としては超一流で、彼の率いるディビジョンAはセクションMのトップチームとされている。新谷の短編作品『ALICE12』に登場したモーガン機長を基にした、スター・システムによるキャラクター。
ハンツマン大佐
CATでのマリーの直接の上官にあたる人物で、通称「大佐」。古参のメンバーからは古ダヌキとも称されるが、作中で容姿はほとんど描かれていない。
ディビジョンMの任務は全て大佐からマリーへと下されるが、任務と偽ってボーナス休暇を与えるといった茶目っ気を持つ一方で、時にCATの原則を無視した緊急の依頼を押し付ける、隊員達の生命の安全を無視した作戦を命じるなど食えない人物である。ただしマリーも無理な依頼を受けはするものの、見返りとばかり全隊員の移動にファーストクラスを使うことを認めさせる、作戦終了後に隊員の休暇の約束を取り付けるなど、ただ使われてはいない。

### その他
スミノフ教官
マリー、ヘルガのCAT訓練所時代の教官。片目をアイパッチで隠したモヒカン刈りの中年男性。厳しい訓練を通じてマリー達に対テロ戦闘術を叩き込む。その後カランビア国の麻薬シンジケートに雇われた傭兵部隊の隊長となり、敵としてマリー、ヘルガと再会する。マリーはその人柄を優しいと評し、性的不能者だったと述懐している。コリーンの報告で麻薬工場が他の何者かによって爆破されたことが明らかになったが、スミノフの関与については何も言及がない。
ティモシー・ローズバンク
マリー（真理子）とハロルドの一人息子。愛称は「ティミー」。金色の巻き毛の天使の様な容姿と、明るく素直な性格の持ち主。
海外出張に行くハロルドをシドニー空港で見送った後、真理子と一緒に空港内で遊んでいたところを爆弾テロに巻き込まれ、右手だけを残して爆殺された。
享年は5歳。あと1ヵ月半で6歳の誕生日だった。その死は真理子がCATに入所する動機となり、テロ事件の中でもとりわけ子供が犠牲になった事件にこだわる理由となっている。
グリフォン
シドニー空港で、マリーの夫ハロルドとその息子ティミーを始めとする大勢の人を殺傷した、男性テロリストのコードネーム。直接手を下すだけではなく、テロを行なっている組織や国を支援・計画立案・指揮することもある神出鬼没の存在として、マリーが追い続けるも本名や顔などすべてが不明だった。最終章ではテレビ局の重役に成りすまし、麻薬「青い血（ブルー・ブラッド）」とテレビ画面からの暗示で暴動を起こす一大テロを計画・実行しようとした。
その正体はマリーのかつての夫「ハロルド・ローズバンク」その人。死んだはずのマリーが生き延び、テロ撲滅に執念を燃やして戦っていることをヘルガから聞かされてショックを受け、マリーとティモシーを失うことになったシドニー空港でのテロを自らの汚点だとしながらも、テロの犠牲者を装って死を偽装し「グリフォンに戻った」ことを独り言ち、ヘルガの通信機を通じてマリーたちの知るところとなった。
テレビ局屋上でマリーと対峙し、死刑は免れないまでも悔い改めるだけの「償いの時間」を得られると諭されるが、テロリストにできる償いは「テロリストとして死ぬことだ」と銃を向けて射殺された。マリーに向けた銃は既に打ち尽くしており弾倉もなく空だった。
マリーの回想するハロルドとFile21『白夜に咲く花』に登場するグリフォンは似通った容姿を持っているが、最終章でのグリフォンは別人のような姿となっている。

## CAT
概要
本編の主人公である真理子・ローズバンクが所属する対テロリズムの傭兵組織。正式名称はカウンター・アタック・テロリズム・タクティカル・オーガニゼーション（Counter Attack Terrorism Tactical Organization）。本部の所在地はワシントンD.C.。
組織は基本的にアメリカ国防総省の管轄下に置かれるが、外交チャンネルで活動を保証された超法規的な民間組織であり、経営システムは民間企業と同じ。国家的な制約の強い軍隊とは違い、要請があれば政治的な国境を越えて世界中に対テロの実行部隊を派遣し、調査・監視・実行・技術指導を行う。体面上は民間組織ということもあり、国家、自治体、企業、団体、個人問わず依頼をすることが可能である。ただし依頼の受理には厳格な審査が必要。最終審査はCAT局長と実行本部長、国防総省長官により行われる。
組織は対テロリズムのプロフェッショナル集団である実行部隊を中心に、その他作中に出てくる主なものでは、オペレーションセンター、情報センター、事務局、内務部などがあり、実行部隊の活動をサポートする。世界中の各都市に支局がある模様（作中ではフランクフルトと東京の支局が登場）。またカナダとアリゾナには新兵を訓練する総合訓練所が存在する。
実行部隊は大きく分けて、男性部隊のセクションM（Male）と女性部隊のセクションF（Female）から成り、さらにセクションMは8つ、セクションFは5つの小隊（ディビジョン）に分かれる。ディビジョンの数はCATの活動計画に基づき、変化している模様。多くの場合、依頼内容を作戦本部で検討し過去の作戦データを解析し最適のディビジョンを派遣する。経費は作戦内容や規模・作戦日数により異なる。
実行部隊には訓練により適正が認められれば、人種、出身国、年齢問わず入隊可能である（アメリカ国籍取得の有無は不明）。前歴も、一般企業勤務、教師、シークレットサービス、ファッションモデル、闇組織のメンバーと多岐に渡る。が、武装したテロリストとの戦闘や、爆発物の処理など危険な任務に赴くことが多いため、元軍関係者や元警察関係者といった戦闘訓練を積んだり、専門知識を身につけた者が多いようである。
実行部隊の報酬は一般企業と比べて破格のものらしく、作戦中の死亡は保険金の額も高額になる。そのため貧しい生活環境にある者や多額の借金を背負った者なども在籍している。また殺人を趣味とする者など、一般社会では問題のある者も少なからず在籍している。実行部隊とはいっても、民間企業の社員と同じで軍隊のように任期があるわけではない。作戦中は認められないが作戦が終了すれば辞表を提出することができる。
組織内には独自の内務規定が敷かれている。重大な内部問題が発生した際に開かれる査問委員会は、軍事裁判と同じように一般の刑事・民事訴訟法の適用外となる。また時折チームAと呼ばれる内務部の査察官が各ディビジョンに潜入し内規違反を犯していないか調査を行ことがある。
隊員達のプライベートに関する規定は、作中の描写では緩やかなようである。しかし司令部が依頼を受け、作戦本部が作戦を発動させた時にしかテロリストに対する強制力を持たないため、隊員がプライベートな時間にテロリストに遭遇しても、逮捕や拘束はできない。
ディビジョン
CAT実行部隊で用いられる部隊編成の単位。一般的な軍隊の小隊に相当する。「ディビジョン」の後に隊長の名前の頭文字を付け、それが部隊名称となる。便宜上男性部隊・女性部隊の区分けはあるが、ディビジョン以上の編成単位はない模様。作戦内容によっては複数のディビジョンが協力し合うことはあるが、基本的にディビジョンごとに独立して任務にあたる。
ディビジョンは隊長以下、副官、各分隊で編成されるが、軍隊のように明確な階級はなく上下関係に関する規律も比較的緩い模様。但し、各デイビジョンの隊長は軍の階級で言えば佐官クラスに相当する権限と待遇が与えられる。
隊員達は対テロに関する厳しい訓練と経験を積んだプロフェッショナルで、最新の武器や情報システムに精通している。そのため私生活の管理や訓練などは各ディビジョンの自主性に任せられる部分が大きい。海外作戦の後は、2週間の休暇（内、4日間の自主トレーニング含む）が原則とされる。
ディビジョンM
主人公真理子・ローズバンク（マリー）が隊長を務める。中近東やアフリカ、世界の火薬庫と呼ばれる危険な地域で作戦を遂行し、作戦遂行率は98％以上（本編初期の頃は90％以上）を誇るセクションFのトップチーム。国防総省や中央情報局の信任も厚い。個性豊かなメンバーはマリーに対して絶大な信頼を置き、一丸となって困難な任務を遂行していく。CATのマニュアルにはない11番目の作戦フォーメーションや、映画会社のセットを借り切って行う大がかりな予備訓練など、独自のシステムを多く持つ。テロリストに対して冷酷なまでに緻密かつ大胆で、手際の良い作戦行動から、「魔女」や「アマゾネス」などと揶揄されることも。
その他本編に登場する主なディビジョン
セクションF（女性部隊）
ディビジョンC：ディビジョンMと並ぶセクションFのトップチーム。隊長のウェルズはマリーと仲が良く、作戦で協力し合うことも多い。
ディビジョンR：隊長のリジェンヌはかつてマリーと同じディビジョンに在籍、親交がある。
ディビジョンF：隊長名は不明。デンバーのテロ事件でかなりの損失を出しディビジョン活動をしばらく休止。
セクションM（男性部隊）
ディビジョンA：隊長のアーノルドのエキセントリックなキャラクターに反して、作戦の成功率は100％に近いエリート部隊。武器を横流しして得た資金をプールし、作戦遂行中の不測の事態に備えるという独自のシステムを持つ。
ディビジョンB：隊長のブルックヤーズは元グリーン・ベレーで、爆発物処理に関してはCATで右に出る者はいない。新型爆弾「ガリル」解体に失敗し、ブルックヤーズ含む数名が死亡。
回想で登場したディビジョン
ディビジョンS：隊長名は不明。マリーが副官として、その他ジェシカ、コリーンが在籍。隊長の引退に伴い、ディビジョンMとして再編成。
ディビジョンQ：隊長はクィンシー。アイリーン、デライラ、エレノアが在籍。問題を抱えた隊員が多く、虐待等が常習化していたため査察が入り解体。
ディビジョンJ：隊長名は不明。ヘルガ、マリーが在籍。
ディビジョンE：隊長はエレイン。新兵時代のマリーが在籍。エレインは作戦中の傷が原因で死亡。
ディビジョンL：隊長名は不明。マリー、狙撃手のディアブロ・ロシが在籍。ロシは作戦中に死亡。
ディビジョンR：セクションMの部隊。アフリカでの作戦で全滅。ジェニーの旧所属元。
ディビジョンK：

## ファイルリスト
全28ファイル（File:1 - 28と表記、134話）から構成されている。
- File:1 バースト・シティ
- File:2 ブーメラン（前編・後編）
- File:3 白い皇帝(1) - (4)
- File:4 ライナー501（前編・後編）
- File:5 ターン・オーバー(1) - (3)
- File:6 スペシャル・ゲスト(1) - (3)
- File:7 ブラッド・ブライダル（前編・後編）
- File:8 紅い夜（前編・後編）
- File:9 風の恋歌（マドリガル）(1) - (3)
- File:10 九竜特急（クーロン・エクスプレス）(1) - (3)
- File:11 ビギニングM(1) - (2)
- File:12 ソールド・アウト(1) - (5)
- File:13 赤い星のガリル(1) - (5)
- File:14 チームA(1) - (6)
- File:15 アトミック・コネクション(1) - (10)
- File:16 女王様とお呼び!!(1) - (8)
- File:17 中国小娘症候群（チャイナ・ガール・シンドローム）(1) - (3)
- File:18 バラハリ戦記(1) - (4)
- File:19 軍事法廷（ロー・コート）808(1) - (7)
- File:20 逃亡者の王冠(1) - (5)
- File:21 白夜に咲く花(1) - (7)
- File:22 Dr.コリーン本日多忙(1) - (3)
- File:23 天使の持つ牙(1) - (5)
- File:24 パラレルメモリー(1) - (3)
- File:25 ダブル・スペード(1) - (14)
- File:26 天国の扉（ヘブンゲート）(1) - (5)
- File:27 黒い宴(1) - (6)
- File:28 永遠の薔薇(1) - (11)

## OVA版
東映Vアニメ『砂の薔薇（デザート・ローズ） 雪の黙示録』として1993年に東映ビデオより発売された。後に、DVD版も2008年5月21日に発売された。

### キャスト
- 薔薇のマリー〈真理子・ローズバンク〉：佐々木優子
- ヘルガ・ミッターマイヤー：折笠愛
- デラ（デライラ）・カンクネン：伊倉一恵
- アイリーン・サンダース：本多知恵子
- ジェシカ・クレアキン：江森浩子
- リン（鈴竜姫）：水谷優子
- コリーン・アンダーソン：天野由梨
- エルンスト・ハイネケン中佐：銀河万丈
- ハロルド・ローズバンク：菅原淳一
- ジャン・ピエール・モンタン博士：中博史
- ティミー（ティモシー）・ローズバンク：矢島晶子
- 説明する男、大佐：梅津秀行
- 英国首相：大山高男
- アメリカ大統領：河合義雄
- シェリー：萩森侚子
- リンダ：山崎和佳奈
- 秘書：引田有美

### スタッフ
- 原作・脚本 - 新谷かおる
- 監修 - 吉永尚之
- 監督 - 青木康直
- キャラクターデザイン・キャラクター作画監督 - 山沢実
- メカニックデザイン・メカニック作画監督 - 宍戸聡
- 美術監督 - 長尾仁
- 色彩設定 - 武内和
- 撮影監督 - 安津畑隆
- 音楽 - New Roze
- 音響監督 - 渡辺淳
- プロデューサー - 井口純宏、加藤和夫、藤家和正、阿部倫久、本田浩司
- 制作 - J.C.STAFF
- 製作 - 白泉社、東映ビデオ

### 主題歌
エンディングテーマ「Born under the Stars」
歌&編曲 - New Roze / 作詞&作曲 - 武藤智

## 砂の薔薇TUGシリーズ
作者の新谷は同人活動を行っていることでも知られるが、本作の同人誌は他作家との競作による、共同執筆者の代表作との競演を売りにしたTUGシリーズとして展開された。
第1弾は妻である佐伯かよのの『燁姫』、第2弾は和田慎二の『スケバン刑事』、第3弾は自身の『クレオパトラD.C.』、第4弾は園田健一の『ガンスミスキャッツ』、第5弾は島本和彦の『炎の転校生』となっている。第5弾を除いて女性を主人公とした作品の主人公との競演ばかりであり、『砂の薔薇』本編の中の話の一つと位置づけるのに遜色の無い話ではあるが、第5弾の競演作である『炎の転校生』がギャグ漫画であるために、これだけ異色な作品となっている。
なお、予定ではTUGシリーズは第6弾、武内直子の『美少女戦士セーラームーン』をもって終了する予定であったが、この第6弾は結局執筆されることはなく、幻に終わっている。